# Schnauzer

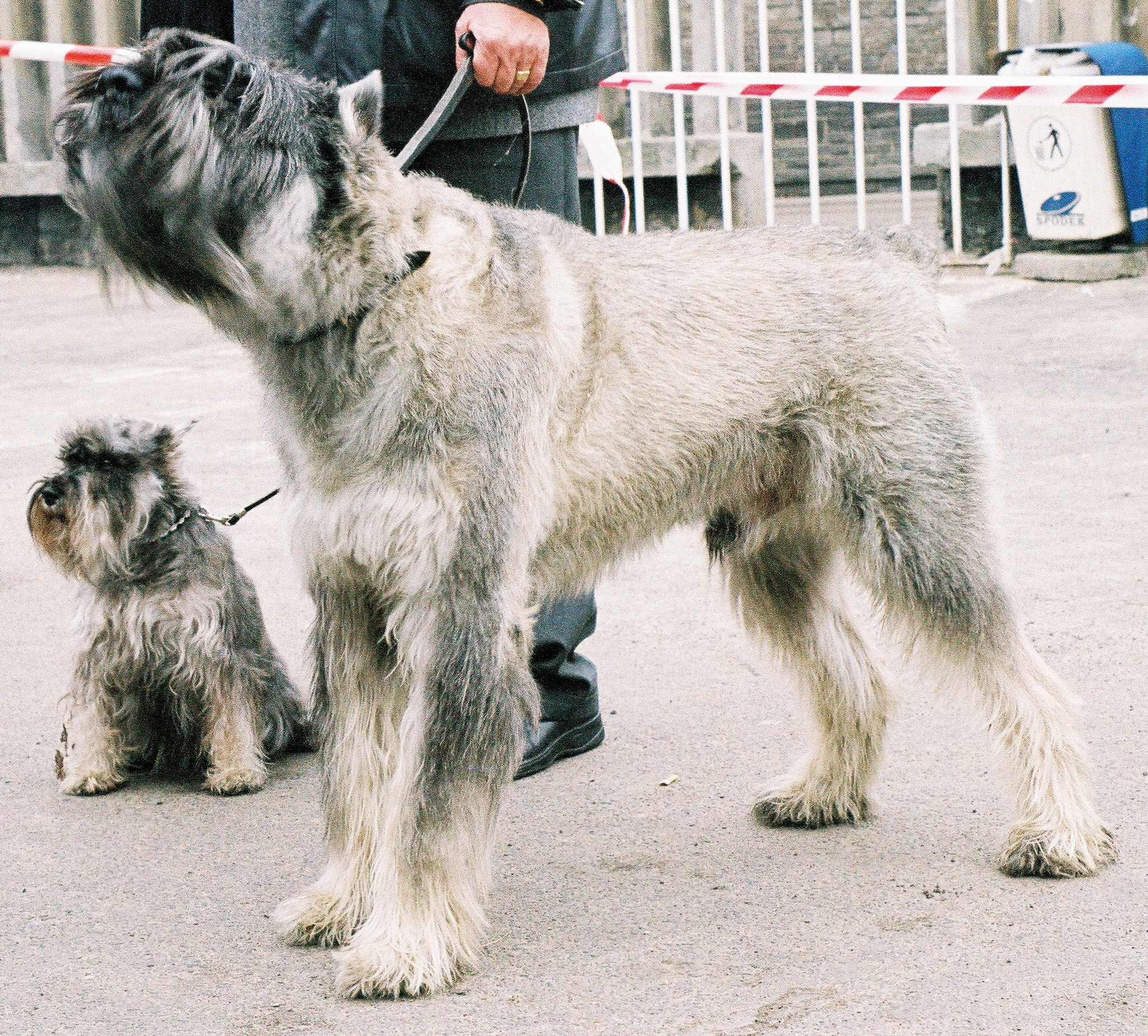
Un Schnauzer gegant amb un Schnauzer miniatura.

El Schnauzer (pronunciat  [ʃnaʊtsər]) és una raça de gos que es va originar a Alemanya durant els segles XIV i XVI. El seu nom prové de la paraula alemanya Schnauzer, que s'usa per designar el "morro", a causa del característic morro pelut que distingeix a aquesta raça de gos.

## Races
Els clubs canins generalment subdivideixen aquest tipus de gos en funció de la seva mida en tres races:

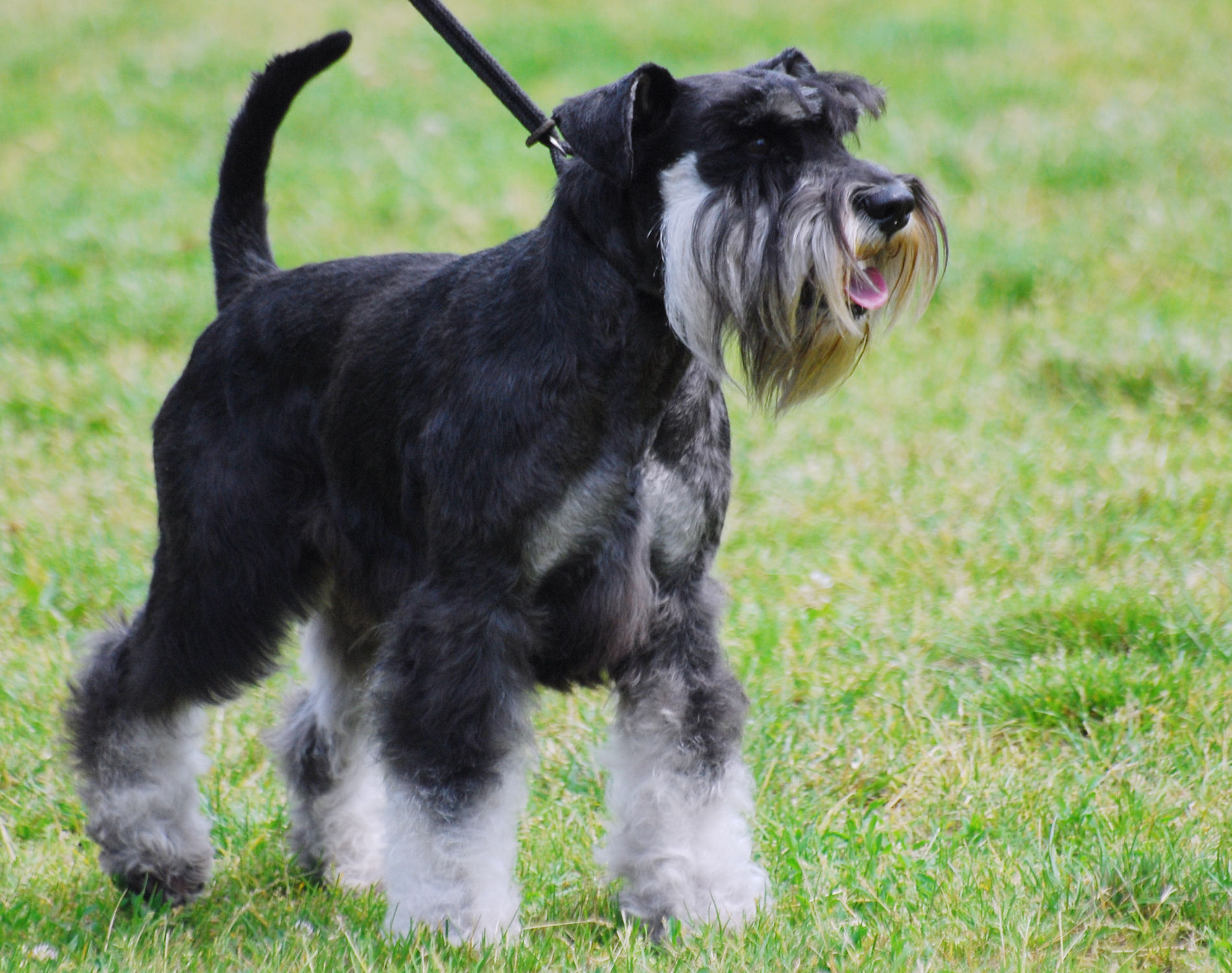
Un Schnauzer miniatura.

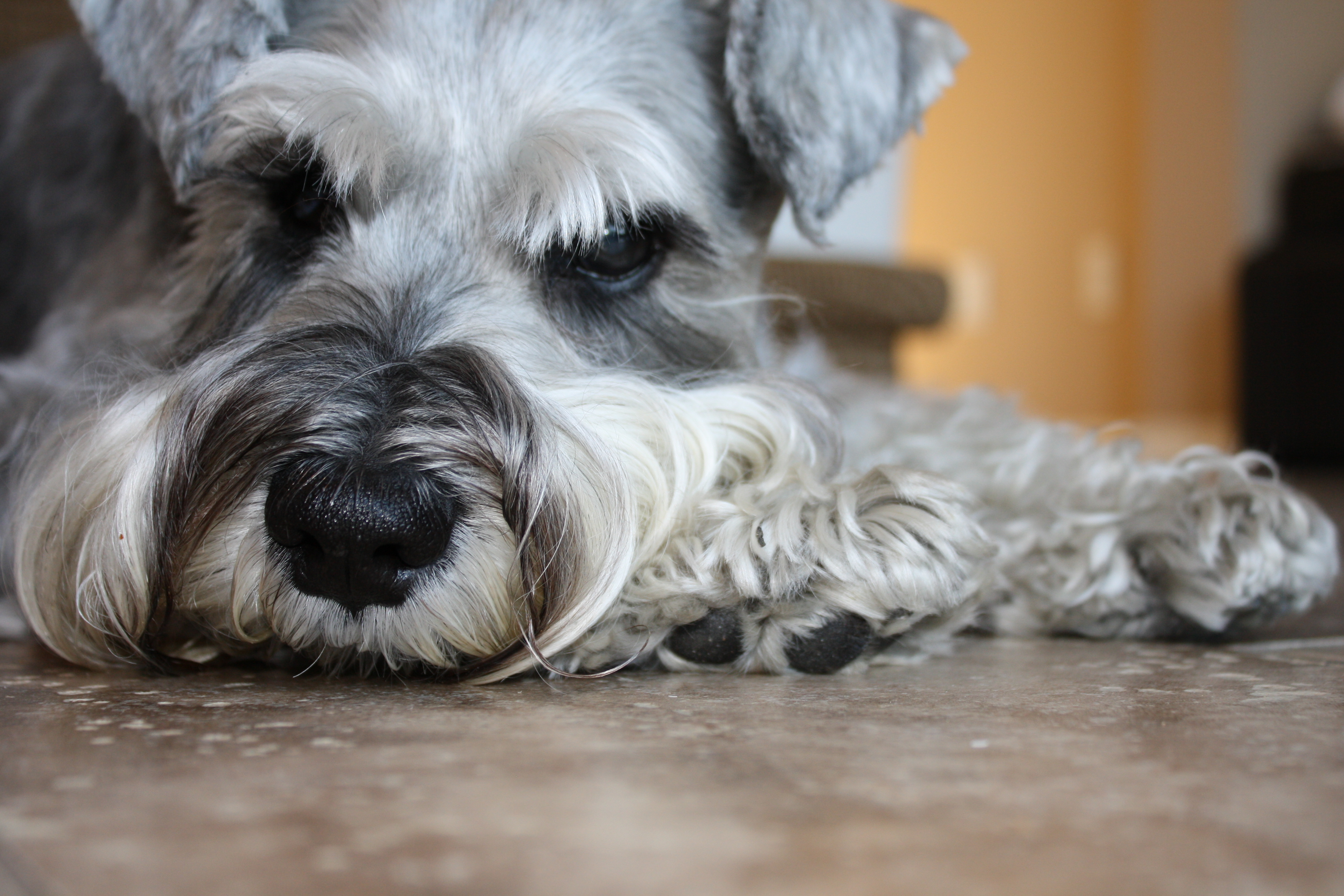
Un Schnauzer estàndard.

- Schnauzer miniatura
- Schnauzer estàndard
- Schnauzer gegant

## Personalitat
Són gossos actius, intrèpids, afectuosos i intel·ligents. Les seves aptituds el converteixen en un gos excel·lent per a la llar o com a gos de guàrdia. S'adapta bé a la vida en un pis i conviu sense problemes amb els més petits de la casa, amb els quals estarà sempre disposat a jugar. Recorda en el seu comportament als terriers, ja que els seus orígens estan lligats.
Respecte a les relacions amb altres gossos és important una bona socialització quan són cadells, ja que solen ser una mica dominants. Es recomana una bona alimentació equilibrada, i rentar-lo periòdicament, ja que el seu pèl es pot embolicar amb molta facilitat.